# Tramp, Tramp, Tramp
Tramp, Tramp, Tramp (bra: O Andarilho; prt: Sempre a Andar) é um filme mudo estadunidense de 1926, do gênero comédia, dirigido por Harry Edwards, e estrelado por Harry Langdon e Joan Crawford.

## Sinopse
Harry (Harry Langdon) é um rapaz andarilho que se apaixona por Betty (Joan Crawford), uma garota que ele viu em um outdoor. Na esperança de ganhar o prêmio em dinheiro, conhecê-la e conseguir casar-se com ela, Harry participa de uma maratona.
O rapaz vence a corrida quando um tornado aparece perto da linha de chegada, mas está tão inocentemente fissurado com o seu objetivo que simplesmente continua caminhando em direção ao desastre enquanto os outros competidores correm para se proteger.

## Elenco
- Harry Langdon como Harry
- Joan Crawford como Betty Burton
- Edwards Davis como John Burton
- Tom Murray como Nick Kargas
- Alec B. Francis como Amos Logan
- Brooks Benedict como Motorista de Táxi
- Carlton Griffin como Roger Caldwell (não-creditado)

## Recepção
Em uma crítica recente do filme de 1926, a crítica Maria Schneider escreveu: "Langdon era frequentemente escalado como um inocente inconsciente à deriva em um mundo corrupto, uma fórmula que o tornou extremamente popular em meados da década de 1920 ... Com um gosto adquirido, leva algum tempo para se costumar com os suaves absurdos e ritmos lentos de Harry Langdon, mas os espectadores pacientes serão recompensados".
A equipe da revista TV Guide deu ao filme uma crítica mista, escrevendo: "Uma divertida e ensolarada comédia ao ar livre, Tramp, Tramp, Tramp parece fraco apenas em comparação com o próximo longa de Langdon, The Strong Man (1926), uma mistura muito mais rica de risos, emoções e lágrimas. Entre as deficiências do filme anterior, está uma história anêmica. A maior parte do filme é dedicada a pouco mais do que uma sucessão de peripécias em que Harry vai para o oeste. Nada é feito com o fato de que o senhorio dos Logans e o campeão mundial da caminhada são o mesmo homem (se alguém não está prestando muita atenção, pode não ter certeza de que são o mesmo homem). E alguém deveria ter pensado em uma maneira mais engraçada ou emocionante de Harry vencer a maratona; a reconstrução do roteiro por algum espectador simplesmente observaria que 'Harry vence a corrida'".